# So (album)
So je studiové album Petera Gabriela. Album původně vyšlo v květnu 1986 u vydavatelství Geffen Records (USA) a Charisma Records (UK). V roce 2010 album vyšlo v reedici u Real World/Virgin Records. Album produkoval Gabriel spolu s Danielem Lanois.

## Seznam skladeb
| Pořadí | Název                                                         | Autor             | Délka |
| ------ | ------------------------------------------------------------- | ----------------- | ----- |
| 1.     | Red Rain                                                      | Gabriel           | 5:39  |
| 2.     | Sledgehammer                                                  | Gabriel           | 5:12  |
| 3.     | Don't Give Up (feat. Kate Bush)                               | Gabriel           | 6:33  |
| 4.     | That Voice Again                                              | Gabriel, Rhodes   | 4:53  |
| 5.     | In Your Eyes                                                  | Gabriel           | 5:27  |
| 6.     | Mercy Street                                                  | Gabriel           | 6:22  |
| 7.     | Big Time                                                      | Gabriel           | 4:28  |
| 8.     | We Do What We're Told (Milgram's 37)                          | Gabriel           | 3:22  |
| 9.     | This Is the Picture (Excellent Birds) (feat. Laurie Anderson) | Gabriel, Anderson | 4:25  |

## Obsazení
- Peter Gabriel – zpěv, syntezátory, klavír, perkuse, LinnDrum, synclavier
- Tony Levin – baskytara, drumstick bass
- David Rhodes – kytara, vokály v pozadí
- Jerry Marotta – bicí, drumstick bass
- Manu Katché – bicí, perkuse, tama
- Chris Hughes – trubka, programming
- Stewart Copeland – hi-hat, bicí
- Daniel Lanois – kytara, tamburína
- Wayne Jackson – trubka, kornet
- Mark Rivera – saxofon
- Reggie Houston – saxofon
- Don Mikkelson – pozoun
- P. P. Arnold – vokály v pozadí
- Coral Gordon – vokály v pozadí
- Dee Lewis – vokály v pozadí
- Richard Tee – klavír
- Simon Clark – syntezátory, varhany, baskytara
- Kate Bush – zpěv
- L. Shankar – housle
- Larry Klein – baskytara
- Youssou N'Dour – zpěv
- Michael Been – vokály v pozadí
- Jim Kerr – vokály v pozadí
- Ronnie Bright – zpěv
- Ustad Nusrat Fateh Ali Khan – vokály v pozadí
- Renard Poche - trubka
- Djalma Correa – surdo, konga, triangl
- Jimmy Bralower – syntezátory
- Laurie Anderson – zpěv
- Bill Laswell – baskytara
- Nile Rodgers – kytara